# فرانك كينغ (فنان قصص مصورة)
فرانك كينغ (بالإنجليزية: Frank King)‏ هو فنان قصص مصورة ورسام كارتون أمريكي، ولد في 9 أبريل 1883 في ويسكونسن في الولايات المتحدة، وتوفي في 24 يونيو 1969 في فلوريدا في الولايات المتحدة.

## وصلات خارجية
- فرانك كينغ على موقع الموسوعة البريطانية (الإنجليزية)
- فرانك كينغ على موقع إن إن دي بي (الإنجليزية)